# Бэррат, Роберт
Роберт Бэррат (англ. Robert Barrat), полное имя Роберт Хэрриот Бэррат (англ.  Robert Harriot Barrat) (10 июля 1889 года — 7 января 1970 года) — американский актёр театра, кино и телевидения, наиболее известный по фильмам 1930-40-х годов.
За время своей кинокарьеры Бэррат снялся в 150 фильмах, играя главным образом характерные роли. Самые значимые из его картин — «Мордашка» (1933), «Одиссея капитана Блада» (1935), «Атака лёгкой кавалерии» (1936), «Жизнь Эмиля Золя» (1937), «Чёрный легион» (1937), «Признание» (1937), «Юнион Пасифик» (1939), «На Запад» (1940), «Ключи от царства небесного» (1944), «Они были незаменимыми» (1945), «Дорога в Утопию» (1945), «Время их жизни» (1946) и «Жанна д’Арк» (1948).
Бэррат сыграл в трёх фильмах, которые номинировались на «Оскар» — «В дело вступает флот» (1934), «Одиссея капитана Блада» (1935) и «Жизнь Эмиля Золя» (1937), последний из них был удостоен награды.

## Ранние годы жизни и театральная карьера
Роберт Бэррат родился 10 июля 1889 года (по другим данным — 1891 года) в Нью-Йорке. Он начал актёрскую карьеру в небольшом театре в Спрингфилде, Массачусетс. В 1918 году Бэррат стал выступать на бродвейской сцене, сыграв до 1932 года в 15 спектаклях, среди которых «Кто-то в нашем доме» (1918), «Невидимый враг» (1918-19), «Багровое алиби» (1919), «Ненаписанная глава» (1920), «Переломная точка» (1923), музыкальная комедия «Детские ботинки» (1923), комедия «Чикаго» (1926-27), «Миллионы Марко» (1927), детективная комедия «Леди на ночь» (1927), «Леди говорит неправду» (1928), «Иуда» (1928), комедия «Это шикарная жизнь» (1930), комедия «Это Нью-Йорк» (1930-31), «Быки, медведи и ослы» (1932) и «Лилли Тёрнер» (1932).

## Карьера в кино в 1915—1955 годах
В 1915-21 годах Бэррат впервые попробовал свои силы в кино, сыграв в трёх немых фильмах, однако лишь в 1932 году окончательно перешёл в кинематограф. Как написал историк кино Хэл Эриксон, «когда в начале 1930-х годов Бэррат перешёл со сцены на экран, он оказался дважды благословлённым: он обладал достаточно величавой внешностью, чтобы играть представителей бизнеса и общества, но и достаточно атлетично сложен, чтобы пускаться во все тяжкие в барных драках».
Способность Бэррата создавать запоминающиеся образы и выполнять сложные трюки привела к регулярным ролям в криминальных мелодрамах студии Warner Bros., таких как «Мэр ада» (1933) и «Охотник за фотографиями» (1933). В обоих фильмах главную роль исполнил Джеймс Кэгни, вместе с которым на протяжении 1930-х годов Бэррат сыграл в общей сложности в семи картинах. Как отмечено в биографии Бэррата на сайте Turner Classic Movies, «два актёра стали близкими друзьями, несмотря на то, что на экране им часто приходилось драться друг с другом». В 1933 году Бэррат также сыграл в мелодраме «Мордашка» (1933), исполнив роль  отца главной героини (Барбара Стэнвик), приучающего её использовать свои сексуальные чары для продвижения по социальной лестнице. В детективе Майкла Кёртиса «Дело об убийстве в питомнике» (1933) он был неприятным владельцем собаки-чемпиона, которого убивают накануне соревнований. На следующий год Бэррат, по словам Эриксона, показал «причудливые, колоритные нюансы при создании образа барона» в мюзикле «Чудо-бар» (1934), который был вариацией на тему популярной картины «Гранд-отель» (1932).
В криминальной мелодраме «Убийство человека» (1935) Бэррат сыграл роль городского редактора крупной газеты, на которого работает влиятельный криминальный журналист (Спенсер Трейси), организовавший «идеальное убийство» беспринципного бизнесмена. В детективном триллере с элементами фрейдизма «Флорентийский кинжал» (1935) Бэррат создал яркий образ игривого капитана венской полиции, который в итоге раскрывает серию таинственных событий. Кинообозреватель «Нью-Йорк Таймс» Фрэнк С. Ньюджент назвал игру актёра  «достаточно хорошей наряду с другими исполнителями ролей второго плана», современный киновед Ричард Харланд Смит также выделил его «колоритную игру в роли второго плана».
Как отмечено в биографии актёра на сайте Turner Classic Movies, «Бэррат обратил на себя внимание» в роли мужественного и отважного Волверстона в пиратском приключенческом фильме «Одиссея капитана Блада» (1935) с Эрролом Флинном в главной роли. Он также сыграл лорда Мортона в пышной постановке исторической мелодрамы «Мария Шотландская» (1936) с Кэтрин Хэпбёрн в заглавной роли. Как далее отмечается на Turner Classic Movies, «пользуясь своими данными, Бэррат часто играл физически сильных персонажей, хотя большинству зрителей актёр больше нравился, когда он вносил в свои роли тщательно проработанные нюансы и эксцентрические детали, в частности, когда играл вождя племени могикан Чингачгука в фильме „Последний из могикан“ (1936)».
Одной из самых заметных работ Бэррата стала роль майора-предателя Фердинанда Вальсена Эстерхази в биографической драме «Жизнь Эмиля Золя» (1937), который главным образом посвящён роли знаменитого писателя в деле Дрейфуса. Фильм получил очень высокие отзывы критики, в частности, Джон С. Финн в журнале Variety назвал его «яркой, напряжённой и эмоциональной историей», которая «отлично сделана и заслуживает высокой оценки по законам кино». Наряду с исполнителями главных ролей Финн также отметил «отличную игру почти дюжины актёров второго плана». Фильм был номинирован на десять премий Оскар, получив три, в том числе, как лучший фильм. В 1938 году Бэррат также сыграл прокурора в страстной криминальной мелодраме «Признание» (1938), которая, по словам историка кино Роджера Фристоу, «достигает эмоциональной кульминации в зале суда, где красивую женщину (Кэй Фрэнсис) обвиняют в убийстве в то время, как она пытается скрыть свою истинную личность от дочери, которая не знает, что она её мать».
Как далее отмечает Эриксон, «внушительные габариты Бэррата и его угрожающая манера держаться сослужили ему добрую службу, когда он сошёлся со сравнительно мелкими братьями Маркс в комедии „На Запад“ (1940)». На протяжении 1940-х годов Бэррат сыграл в таких картинах, как газетная драма с Джеймсом Кэгни «Джонни приходит поздно» (1943), драма «Ключи от царства» (1944) о католическом священнике (Грегори Пек), который возглавляет миссию в глубинном Китае и военная драма Джона Форда «Они были незаменимыми» (1945) с Джоном Уэйном. У Бэррата также были роли в приключенческих комедиях «Дорога в Утопию» (1945) и «Дорога в Рио» (1947) с Бингом Кросби и Бобом Хоупом, а также в комедии «Время их жизней» (1946) с Эбботтом и Костелло. В 1940-е годы Бэррат также сыграл умирающего эксцентричного миллионера в фильме нуар «Миллионы Гриссли» (1945), капитана полиции в фильме нуар «Я люблю неприятности» (1948), а также сыграл краткую роль отца заглавной героини (Ингрид Бергман) в исторической драме «Жанна д’Арк» (1948).
В конце кинокарьеры Бэррат сыграл нескольких исторических персонажей. Он дважды представал в образе генерала Дугласа Макартура в военных драмах «Они были незаменимыми» (1945) и «Американский партизан на Филиппинах» (1950), был предпринимателем Корнелиусом Ван Хорном в исторической мелодраме «Канада Пасифик» (1949), Дэви Крокеттом — в вестерне «Дэви Крокетт, индейский скаут» (1950) и президентом США Закари Тейлором — в вестерне «Далёкие барабаны» (1951). Последний раз Бэррат сыграл в кино в жёстком вестерне «Крутой наездник» (1955).

## Карьера на телевидении
Как отмечено на сайте Turner Classic Movies, «когда кинокарьера Бэррата стала затухать, он нашёл работу на телевидении, где вплоть до 1964 года играл более утончённых и тихих персонажей». Он, в частности, сыграл в телесериалах «Перекрёстки» (1955), «Симаррон» (1959), «Беспокойное оружие» (1959), «Бронко» (1960), «Мистер Эд» и «Час Альфреда Хичкока» (1964), после чего вышел на пенсию.

## Актёрское амплуа и оценка творчества
«Нью-Йорк Таймс» назвала Роберта Бэррата «характерным актёром», который «на протяжении своей карьеры, охватившей более 50 лет» сыграл более чем 150 фильмах. Как отмечено в биографии актёра на Turner Classic Movies, «благодаря глубокому гортанному голосу и впечатляющему телосложению Бэррат сделал себе имя, играя десятки ролей второго плана в 1930-е годы».
В период 1933-1936 годов Бэррату приходилось играть в среднем по двадцать ролей в год, однако после 1936 года он немного сбавил темп, снимаясь в среднем в десяти фильмах вплоть до 1940 года. В этот период он часто играл юристов, владельцев бизнесов и официальных лиц различного сорта, а также детективов, суровых моряков и различных отчаянных персонажей. В 1940-е и начале 1950-х годов Бэррат продолжал играть богатые и разнообразные характерные роли, но это были роли персонажей с благородным достоинством и отеческими чертами, среди них индейские вожди и военные, включая нескольких генералов.

## Личная жизнь
Бэррат был женат дважды. В 1926 году он женился на Этель С. Мёллер, с которой прожил вплоть до её смерти в 1965 году. С 1966 года вплоть до своей смерти в 1970 году он был женат на Мэри Вирджинии Дин. Детей у него не было.

## Смерть
Роберт Бэррат умер 7 января 1970 года от сердечной недостаточности в больнице Лос-Анджелеса.

## Фильмография
| Год  |   | Русское название                 | Оригинальное название                 | Роль                                                        |
| ---- | - | -------------------------------- | ------------------------------------- | ----------------------------------------------------------- |
| 1915 | ф | Её путь                          | Her Own Way                           | лейтенант Ричард Коулман                                    |
| 1920 | ф | Чудо-человек                     | The Wonder Man                        | Алан Гарднер                                                |
| 1921 | ф | Шепчущие тени                    | Whispering Shadows                    | Хью Брук                                                    |
| 1931 | ф | Честь среди влюблённых           | Honor Among Lovers                    | детектив (в титрах не указан)                               |
| 1932 | ф | Мудрый пол                       | The Wiser Sex                         | человек в штатском (в титрах не указан)                     |
| 1932 | ф | Собери свои проблемы             | Pack Up Your Troubles                 | детектив (в титрах не указан)                               |
| 1933 | ф | Король джунглей                  | King of the Jungle                    | Джо Нолан                                                   |
| 1933 | ф | Охотник за фотографиями          | Picture Snatcher                      | Гровер, владелец «График Ньюз»                              |
| 1933 | ф | Лилли Тёрнер                     | Lilly Turner                          | Фриц «Хейни»                                                |
| 1933 | ф | Профессия Энн Карвер             | Ann Carver's Profession               | адвокат Эндрю Симмонс (в титрах не указан)                  |
| 1933 | ф | Шёлковый экспресс                | The Silk Express                      | мистер Калхоун, адвокат                                     |
| 1933 | ф | Герои на продажу                 | Heroes for Sale                       | Макс                                                        |
| 1933 | ф | Мэр ада                          | The Mayor of Hell                     | Фред Смит                                                   |
| 1933 | ф | Мордашка                         | Baby Face                             | Ник Пауэрс                                                  |
| 1933 | ф | Секрет синей комнаты             | Secret of the Blue Room               | Пол, дворецкий                                              |
| 1933 | ф | Взят в плен!                     | Captured!                             | комендант                                                   |
| 1933 | ф | Дикие парни с дороги             | Wild Boys of the Road                 | судья Р.Х. Уайт                                             |
| 1933 | ф | Я любил женщину                  | I Loved a Woman                       | Чарльз Лейн                                                 |
| 1933 | ф | Дело об убийстве в питомнике     | The Kennel Murder Case                | Арчер Коу                                                   |
| 1933 | ф | Из штаба                         | From Headquarters                     | Андерзян                                                    |
| 1933 | ф | Жизнь Джимми Долана              | The Life of Jimmy Dolan               | шериф (в титрах не указан)                                  |
| 1933 | ф | Губы меня выдают                 | The Mind Reader                       | (в титрах не указан)                                        |
| 1933 | ф | Энни с буксира                   | Tugboat Annie                         | первый помощник на «Королеве ледников» (в титрах не указан) |
| 1933 | ф | Влюблённый дьявол                | The Devil's in Love                   | майор Бертрам (в титрах не указан)                          |
| 1934 | ф | Резня                            | Massacre                              | Доусон                                                      |
| 1934 | ф | Привет, Нелли!                   | Hi, Nellie!                           | Браунелл                                                    |
| 1934 | ф | Тёмная угроза                    | Dark Hazard                           | Текс Уиллис                                                 |
| 1934 | ф | Чудо-бар                         | Wonder Bar                            | капитан Хьюго фон Ферринг                                   |
| 1934 | ф | Леди-игрок                       | Gambling Lady                         | Майк Ли                                                     |
| 1934 | ф | Высший свет                      | Upperworld                            | комиссар полиции Кларк                                      |
| 1934 | ф | Очень достойный парень           | A Very Honorable Guy                  | доктор Снитцер                                              |
| 1934 | ф | Туман над Фриско                 | Fog Over Frisco                       | Торн                                                        |
| 1934 | ф | Возвращение террора              | Return of the Terror                  | Толстяк Уокер                                               |
| 1934 | ф | Полночное алиби                  | Midnight Alibi                        | Энджи Морли                                                 |
| 1934 | ф | В дело вступает флот             | Here Comes the Navy                   | коммандер Денни                                             |
| 1934 | ф | Друзья мистера Свини             | Friends of Mr. Sweeney                | Алекс / Алексис Романофф                                    |
| 1934 | ф | Домохозяйка                      | Housewife                             | Сэм Блейк                                                   |
| 1934 | ф | Дело о драконе-убийце            | The Dragon Murder Case                | Рудольф Стэмм                                               |
| 1934 | ф | Добрый Герберт                   | Big Hearted Herbert                   | Джим                                                        |
| 1934 | ф | Я продам что угодно              | I Sell Anything                       | Макферсон                                                   |
| 1934 | ф | Парень из Сан-Луиса              | The St. Louis Kid                     | фермер Бенсон                                               |
| 1934 | ф | Жар-птица                        | The Firebird                          | Шалаж, управляющий многоквартирным домом                    |
| 1934 | ф | Я – вор                          | I Am a Thief                          | барон фон Кампф                                             |
| 1935 | ф | Город на границе                 | Bordertown                            | падре                                                       |
| 1935 | ф | Сорвиголовы в воздухе            | Devil Dogs of the Air                 | комендант                                                   |
| 1935 | ф | Пока пациент спал                | While the Patient Slept               | Адольф Федери/Чарльз Федери                                 |
| 1935 | ф | Флорентийский кинжал             | The Florentine Dagger                 | инспектор полиции, капитан фон Брикнер                      |
| 1935 | ф | Деревенская история              | Village Tale                          | Друри Стивенсон                                             |
| 1935 | ф | В беде                           | Stranded                              | Станислаус Янаушек                                          |
| 1935 | ф | Убийство человека                | The Murder Man                        | Робинс                                                      |
| 1935 | ф | Специальный агент                | Special Agent                         | шеф службы внутренних доходов                               |
| 1935 | ф | Одетый для волнения              | Dressed to Thrill                     | Гастон Дюпон                                                |
| 1935 | ф | Доктор Сократ                    | Dr. Socrates                          | доктор Гиндер                                               |
| 1935 | ф | Лунный свет в прерии             | Moonlight on the Prairie              | Бак Кантрелл                                                |
| 1935 | ф | Одиссея капитана Блада           | Captain Blood                         | Волверстоун                                                 |
| 1936 | ф | Эксклюзивная история             | Exclusive Story                       | Вертер                                                      |
| 1936 | ф | Тропа одинокой сосны             | The Trail of the Lonesome Pine        | Бак Фэлин                                                   |
| 1936 | ф | Сельский врач                    | The Country Doctor                    | Маккензи                                                    |
| 1936 | ф | Я вышла замуж за врача           | I Married a Doctor                    | Нельс Валборг                                               |
| 1936 | ф | Сыновья при оружии               | Sons o' Guns                          | Пьер                                                        |
| 1936 | ф | Мария Шотландская                | Mary of Scotland                      | Мортон                                                      |
| 1936 | ф | Последний из могикан             | The Last of the Mohicans              | Чингачгук                                                   |
| 1936 | ф | Путь на запад                    | Trailin' West                         | Абрахам Линкольн                                            |
| 1936 | ф | Атака легкой кавалерии           | The Charge of the Light Brigade       | граф Игорь Волонофф                                         |
| 1937 | ф | Божья страна и женщина           | God's Country and the Woman           | Джефферсон Рассетт                                          |
| 1937 | ф | Правосудие в горах               | Mountain Justice                      | Джефф Харкинс                                               |
| 1937 | ф | Отвага спасателя                 | Draegerman Courage                    | Мартин Крейн                                                |
| 1937 | ф | Жизнь Эмиля Золя                 | The Life of Emile Zola                | майор Валсин-Эстерхази                                      |
| 1937 | ф | Признание                        | Confession                            | обвинитель в суде                                           |
| 1937 | ф | Любовь в прямом эфире            | Love Is on the Air                    | Дж.Д. Харрингтон                                            |
| 1937 | ф | Барьер                           | The Barrier                           | Джон Гейл                                                   |
| 1937 | ф | Негодяй из Бримстоуна            | The Bad Man of Brimstone              | «Хэнк» Саммерс                                              |
| 1937 | ф | Души в море                      | Souls at Sea                          | священник (в титрах не указан)                              |
| 1938 | ф | Флибустьер                       | The Buccaneer                         | капитан Браун                                               |
| 1938 | ф | Исправительное заведение         | Penitentiary                          | тюремный капитан Грэйди                                     |
| 1938 | ф | Запретная долина                 | Forbidden Valley                      | Рэмрод Лок                                                  |
| 1938 | ф | Техасцы                          | The Texans                            | Исайя Миддлбрэк                                             |
| 1938 | ф | Разбивая лёд                     | Breaking the Ice                      | Уильям Деккер                                               |
| 1938 | ф | Тени над Шанхаем                 | Shadows Over Shanghai                 | Игорь Саргоза                                               |
| 1938 | ф | Чарли Чан в Гонолулу             | Charlie Chan in Honolulu              | капитан Джонсон                                             |
| 1938 | ф | Мария Антуанетта                 | Marie Antoinette                      | чиновник (в титрах не указан)                               |
| 1939 | ф | Юнион Пасифик                    | Union Pacific                         | Дьюк Ринг                                                   |
| 1939 | ф | Возвращение Циско Кида           | Return of the Cisco Kid               | шериф Макнэлли                                              |
| 1939 | ф | Человек победы                   | Man of Conquest                       | Дэвид Кроккетт                                              |
| 1939 | ф | Наследие пустыни                 | Heritage of the Desert                | Эндрю Нааб                                                  |
| 1939 | ф | Закат в Колорадо                 | Colorado Sunset                       | доктор Родни Блейр                                          |
| 1939 | ф | Заговор                          | Conspiracy                            | Тио/Эдвардс                                                 |
| 1939 | ф | Пустоши                          | Bad Lands                             | шериф Билл Каммингс                                         |
| 1939 | ф | Восстание в Аллеганах            | Allegheny Uprising                    |                                                             |
| 1939 | ф | Циско Кид и леди                 | The Cisco Kid and the Lady            | Джим Харбисон                                               |
| 1940 | ф | Лэдди                            | Laddie                                | мистер Джон Стэнтон                                         |
| 1940 | ф | Человек из Дакоты                | The Man from Dakota                   | священник Саммерс                                           |
| 1940 | ф | Северо-западный проход           | Northwest Passage                     | Хамфри Таун                                                 |
| 1940 | ф | Капитан Осторожность             | Captain Caution                       | капитан Дорман                                              |
| 1940 | ф | Беглец из тюремного лагеря       | Fugitive from a Prison Camp           | Честер Расселл                                              |
| 1940 | ф | На Запад                         | Go West                               | «Ред» Бакстер                                               |
| 1941 | ф | Они познакомились в Аргентине    | They Met in Argentina                 | Дон Энрике де лос Сантос О’Ши                               |
| 1941 | ф | Парашютный батальон              | Parachute Battalion                   | полковник Бёрк                                              |
| 1941 | ф | Всадники полынных прерий         | Riders of the Purple Sage             | судья Дайер                                                 |
| 1942 | ф | Девушка из Аляски                | The Girl from Alaska                  | Фрэйн                                                       |
| 1942 | ф | Падение                          | Fall In                               | полковник Эллиотт                                           |
| 1942 | ф | Американская империя             | American Empire                       | Краудер                                                     |
| 1943 | ф | Они пришли разрушить Америку     | They Came to Blow Up America          | капитан Кранц                                               |
| 1943 | ф | Ночные бомбардировщики           | Bomber's Moon                         | Эрнст                                                       |
| 1943 | ф | Джонни приходит позже            | Johnny Come Lately                    | Билл Свейн                                                  |
| 1943 | ф | Незнакомец в городе              | A Stranger in Town                    | мэр Коннисон                                                |
| 1944 | ф | Приключения Марка Твена          | The Adventures of Mark Twain          | Хорас Биксби, капитан речного корабля                       |
| 1944 | ф | Враг женщин                      | Enemy of Women                        | Валлбург, издатель                                          |
| 1944 | ф | Ключи от царства небесного       | Keys from Heaven                      | отец Вилли (в титрах не указан)                             |
| 1945 | ф | Миллионы Гриссли                 | Grissly's Millions                    | Гриссли Морган Палмор                                       |
| 1945 | ф | Великий Джон Л.                  | The Great John L.                     | Билли Малдун                                                |
| 1945 | ф | Странник в пустоши               | Wanderer of the Wasteland             | дядя Джим Коллиншоу                                         |
| 1945 | ф | Дакота                           | Dakota                                | Энсон Стоу                                                  |
| 1945 | ф | Они были незаменимыми            | They Were Expendable                  | генерал Макартур                                            |
| 1945 | ф | Сан-Антонио                      | San Antonio                           | полковник Джонсон                                           |
| 1945 | ф | Дорога в Утопию                  | Road to Utopia                        | Сперри                                                      |
| 1946 | ф | Болотный душитель                | Strangler of the Swamp                | Кристиан Сэндерс                                            |
| 1946 | ф | Перед самым рассветом            | Just Before Dawn                      | Клайд Трэверс                                               |
| 1946 | ф | Проход на закате                 | Sunset Pass                           | Рэнд Кёртис                                                 |
| 1946 | ф | Время их жизни                   | The Time of Their Lives               | майор Патнэм                                                |
| 1946 | ф | Великолепная кукла               | Magnificent Doll                      | мистер Пейн                                                 |
| 1947 | ф | Море травы                       | The Sea of Grass                      | судья Сет Уайт                                              |
| 1947 | ф | Невероятный техасец              | The Fabulous Texan                    | доктор Шарп                                                 |
| 1947 | ф | Дорога в Рио                     | Road to Rio                           | Джонсон                                                     |
| 1948 | ф | Я люблю трудности                | I Love Trouble                        | лейтенант Куин                                              |
| 1948 | ф | Неутомимый                       | Relentless                            | Эд Симпсон                                                  |
| 1948 | ф | Жанна д'Арк                      | Joan of Arc                           | Жак д’Арк                                                   |
| 1949 | ф | Негодяи из Томбстоуна            | Bad Men of Tombstone                  | шериф Лидвилла                                              |
| 1949 | ф | Песня Индии                      | Song of India                         | махараджа Ражата                                            |
| 1949 | ф | Одинокий волк и леди             | The Lone Wolf and His Lady            | Стив Тейлор                                                 |
| 1949 | ф | Канада Пасифик                   | Canadian Pacific                      | Корнелиус Ван Хорн                                          |
| 1949 | ф | Дулинсы из Оклахомы              | The Doolins of Oklahoma               | маршал Хек Томас                                            |
| 1950 | ф | Дэви Кроккетт, индейский скаут   | Davy Crockett, Indian Scout           | Джеймс Одинокий Орёл                                        |
| 1950 | ф | Всадники на перевале             | Riders of the Range                   | шериф Коул                                                  |
| 1950 | ф | Аризонский барон                 | The Baron of Arizona                  | судья                                                       |
| 1950 | ф | Билли Кид из Техаса              | The Kid from Texas                    | генерал Лью Уоллес                                          |
| 1950 | ф | Американская война на Филиппинах | American Guerrilla in the Philippines | генерал Дуглас Макартур                                     |
| 1951 | ф | Гордость Мериленда               | The Pride of Maryland                 | полковник Хардинг                                           |
| 1951 | ф | Череп и кости                    | Double Crossbones                     | Генри Морган                                                |
| 1951 | ф | Дорогая, как ты могла!           | Darling, How Could You!               | мистер Росситер                                             |
| 1951 | ф | Полет на Марс                    | Flight to Mars                        | Талламар                                                    |
| 1951 | ф | Далёкие барабаны                 | Distant Drums                         | генерал Закари Тейлор                                       |
| 1952 | ф | Денвер и Рио Гранде              | Denver and Rio Grande                 | Чарли Хэскинс                                               |
| 1952 | ф | Сын Али-Бабы                     | Son of Ali Baba                       | комендант                                                   |
| 1953 | ф | Страна коров                     | Cow Country                           | Уолт Гарнетт                                                |
| 1953 | с | Кавалькада Америки               | Cavalcade of America                  |                                                             |
| 1953 | с | Центральное положение            | Center Stage                          | Ральф Бреннан                                               |
| 1954 | с | Первая студия                    | Studio One                            | шериф                                                       |
| 1955 | ф | Крутой наездник                  | Tall Man Riding                       | Такер Ордвей                                                |
| 1955 | с | Перекрёстки                      | Crossroads                            | начальник тюрьмы                                            |
| 1956 | с | Телефонное время                 | Telephone Time                        | доктор Отто Графф                                           |
| 1957 | с | Видеотеатр от «Люкс»             | Lux Video Theatre                     | Ларс                                                        |
| 1959 | с | Симаррон                         | Cimarron City                         | Кристиан Ларсен                                             |
| 1959 | с | Беспокойное оружие               | The Restless Gun                      | генерал Томас Болдисон                                      |
| 1960 | с | Бронко                           | Bronco                                | Хромой медведь                                              |
| 1964 | с | Мистер Эд                        | Mister Ed                             | генерал Бромли                                              |
| 1964 | с | Час Альфреда Хичкока             | The Alfred Hitchcock Hour             | Стоуни Лайкенс                                              |